# 奈良宗久
奈良 宗久（なら そうきゅう、1969年 - ）は日本の茶道家・美術工芸作家。石川県出身。

## 略歴
1969年金沢市に生まれる。玉川大学芸術学科在学時から父である大樋陶冶斎（10代大樋長左衛門）に師事し美術、工芸作家活動を続け日展、日本現代工芸美術展（初入選時最年少入選）にて出品を重ねる。
大学卒業後、裏千家大宗匠の鵬雲斎千玄室（第15代千宗室）、家元の第16代千宗室（坐忘斎）、草月流前家元の勅使河原宏に感銘を受けて茶道を志し、裏千家学園茶道専門学校を経て、茶道裏千家今日庵に入庵し、2002年（平成14年）茶名「宗久」を鵬雲斎千玄室（当時は第15代千宗室）より受ける。
2017年（平成29年）には坐忘斎千宗室（第16代）より正教授方を拝命し、在は業躰（宗家の内弟子で直下の指導者として仕える職）として国内外への茶道普及、ならびに国際親善行事にも出向く。また金沢などでは茶道教場「好古庵」を主宰し、後進の稽古にも努めている。
金沢市文化活動賞、石川県文化奨励賞、北國芸術賞など受賞多数。

## 現要職
- 一般財団法人裏千家今日庵業躰（正教授方）
- 京都芸術大学美術工芸学科客員教授歷任（~2021年）
- 金沢美術工芸大学非常勤講師
- 裏千家学園茶道專門学校客員講師
- 石川県茶道協会参与
- 日本現代工芸美術家協会本会員
- 石川県陶芸協会会員
- 石川県観光特使

## 作品
館蔵作品としては草月美術館、裏千家今日庵、国立ベルリンアジア美術館などに収蔵されている。

## 来歴
- 1990年 - 日展 現代工芸美術展初入選。
- 1994年 - 第33回日本現代工芸展 現代工芸賞受賞。
- 1995年 - 裏千家今日庵入庵。
- 2007年 - 金沢市工芸展金沢市長奨励賞受賞。
- 2015年 - 一般財団法人TAKE ACTION FOUNDATION（中田英寿主催）GUCCIと共にチャリティー・ガラにおいて中田と共に茶会を催す（鈴木大拙館）。
- 2016年 - 映画『古都』茶道監修。
- 2018年 - JAPAN TENT（総裁:石川県知事）日本で学ぶ留学生の国際交流の場にて「茶道の心とかたち」特別講演、並びにデモンストレーション、茶会を催す。洋邦コラボレーションコンサート（指揮監督 井上道義、オーケストラ・アンサンブル金沢、能舞:宝生流渡邊荀之助、点前:奈良宗久）。ドイツベルリンフンボルトフォーラム国立アジア美術館茶室デザインコンペ最優秀賞受賞（茶室監修）。映画「静寂を求めて 癒しのサイレンス」茶道監修・出演。
- 2019年 - 「大拙と茶の世界」茶会。著書「日本文化と禅」より、（鈴木大拙館）。イタリアミラノにて金沢市使節団として茶会ならびに茶道文化紹介。
- 2021年 - 読売交響楽団、能舞、茶道共演 オーケストラ（指揮:井上道義、ヴァイオリン:三浦文、長原幸大能舞:梅若紀影、点前:奈良宗久）。北陸工芸サミットin石川「茶の湯と工芸」展 企画監修。鈴木大拙館10周年記念基調講演 千玄室。記念茶会「和らぎの茶会」。

- 2022年 - 「NAKED meets 千利休」協力（金沢21世紀美術館）。ドイツ国立フンボルトフォーラム正式オープニングにて監修した館内の国立アジア美術館茶室「忘機庵」(坐忘斎御家元御揮毫)の茶室披露ならびに館蔵作品展示、日本国ドイツ大使館、日独センターにて茶会、デモンストレーション。「ACTIVATE"KOGEI+ART GINZA 2022」展示監修ならびに作品展示。鈴木大拙生誕150年記念茶会（鎌倉東慶寺）。第1回百工茶会（石川県事業）文化、工芸、アートを発信する茶会（しいのき迎賓館、21世紀美術館）。
- 2023年 -  風と緑の音楽祭2023「作曲家たちのひらめき大会」宮川彬良、渡辺晋一郎、新垣隆、加羽沢美濃に点前と音楽との競演。加賀前田家第5代当主・前田網紀の300年遠忌ならびに茶会にて御供茶と濃茶席（前田家菩提寺宝円寺）。石川県国民文化祭にて天皇・皇后臨席のオープニングにて点前を披露し、交流する。